# 王紫綬
王紫綬（1626年—卒年不詳），字金章，號蓼航。河南開封府祥符县（今屬開封市）人。清初政治人物。

## 生平
崇禎十六年（1643年），河南補行壬午科鄉試，王紫綬中式第五名舉人。明亡仕清，於順治三年（1646年）登丙戌科二甲第六十五名進士。選庶吉士，散館授弘文院編修。官至江西南贛道。

## 著作
工詩，有《知咫堂詩集》。

## 延伸阅读
[在维基数据编辑]
 《清史稿/卷285》，出自趙爾巽《清史稿》